# Вайлдвуд (Теннессі)
Вайлдвуд (англ. Wildwood) — переписна місцевість (CDP) в США, в окрузі Блаунт штату Теннессі. Населення — 1157 осіб (2020).

## Географія
Вайлдвуд розташований за координатами 35°47′59″ пн. ш. 83°52′7″ зх. д. / 35.79972° пн. ш. 83.86861° зх. д. (35.799859, -83.868542).  За даними Бюро перепису населення США в 2010 році переписна місцевість мала площу 6,44 км², уся площа — суходіл.

## Демографія
Згідно з переписом 2010 року, у переписній місцевості мешкало 1098 осіб у 413 домогосподарствах у складі 317 родин. Густота населення становила 170 осіб/км².  Було 448 помешкань (70/км²).
Расовий склад населення:
| - 96,7 % — білих - 0,5 % — азіатів - 0,3 % — чорних або афроамериканців - 0,1 % — корінних американців |

До двох чи більше рас належало 1,5 %. Частка іспаномовних становила 2,3 % від усіх жителів.
За віковим діапазоном населення розподілялося таким чином: 24,7 % — особи молодші 18 років, 60,0 % — особи у віці 18—64 років, 15,3 % — особи у віці 65 років та старші. Медіана віку мешканця становила 41,0 року. На 100 осіб жіночої статі у переписній місцевості припадало 100,4 чоловіків;  на 100 жінок у віці від 18 років та старших — 96,9 чоловіків також старших 18 років.
Середній дохід на одне домашнє господарство  становив 62 978 доларів США (медіана — 56 250), а середній дохід на одну сім'ю — 71 704 долари (медіана — 80 500). За межею бідності перебувало 10,3 % осіб, у тому числі 15,0 % дітей у віці до 18 років та 37,5 % осіб у віці 65 років та старших.
Цивільне працевлаштоване населення становило 636 осіб. Основні галузі зайнятості: науковці, спеціалісти, менеджери — 22,0 %, освіта, охорона здоров'я та соціальна допомога — 17,1 %, мистецтво, розваги та відпочинок — 13,1 %, публічна адміністрація — 9,4 %.